# Oliva (Spanyolország)
Oliva település Spanyolországban, Valencia tartományban. Oliva L’Alqueria de la Comtessa, Piles, Dénia, Pego, La Font d’en Carròs, Villalonga és L’Atzúbia községekkel határos. Lakosainak száma 26 122 fő (2024).

## Népesség
A település népessége az utóbbi években az alábbiak szerint változott:
| Lakosok száma | 21 768 | 23 591 | 27 374 | 28 419 | 28 207 | 26 782 | 25 488 | 25 101 | 25 179 | 26 122 |
|               | 2001   | 2004   | 2007   | 2009   | 2012   | 2014   | 2017   | 2019   | 2022   | 2024   |